# ベル V-280
ベル V-280 Valor
ベル V-280
- 用途：軍用機（輸送機、偵察機、攻撃ヘリコプター等）
- 分類：ティルトローター
- 設計者：ベル・ヘリコプター、ロッキード・マーティン
- 製造者：ベル・ヘリコプター、ロッキード・マーティン
- 初飛行：2017年12月
- 運用状況：開発中

ベル V-280は、アメリカ合衆国の航空機メーカーベル・ヘリコプターとロッキード・マーティンが開発中のティルトローター機。2017年12月に初飛行に成功している。

## 概要
JMR / FVL（Joint Multi-Role / Future Vertical Lift: 統合多用途・将来型垂直離着陸機計画）の一環としてV-22 オスプレイ開発の経験を活かし、開発が開始され、ベル社とロッキード・マーティン社の共同開発で進められる。
名称は"Valor"であり、英語で「武勇、剛勇、勇気」を意味する。
V-280はV-22 オスプレイと異なり、エンジンは主翼に固定で回転翼のみの角度が変化する。UH-60の代替が予定され、艦載予定がないので主翼の折り畳み機構は備えない。
当初はヘリコプターとティルトウィングの折衷案の HTR , Hybrid Tandem Rotor（折衷型・双子式回転翼）があり、次に民間型ティルトローター機であるAW609の改造案になり、最終的に完全新設計のティルトローター案であるV-280に決まったという経緯がある。
アメリカ陸軍では2030年以降より、統合・多用途ヘリコプター計画 (JMR) の構成案 に基づき、UH-60を順次置き換える予定である。
V-280は4名の乗員と14人の完全武装の兵士を乗せて305kn (565km/h) で最大800nmi (1,480km) の往復が可能で、現在のヘリコプターのおよそ2倍の作戦行動半径と速度である。また片道であれば2,100nmi (3,890km) の回航距離でC-17に乗せずに自力で作戦地域に展開可能である。
巡航速度は280kn (520km/h)、最高速度は300kn (560km/h) で、V-280の型式は巡航速度280ノットに由来する。

## 開発
2013年10月2日、アメリカ陸軍はJMRプログラムに基づく技術投資協定 (technology investment agreement) をベル・ヘリコプター社と締結した。同様の協定はAVXエアクラフト社、カレム・エアクラフト社およびシコルスキー・ボーイング・チームとも締結された。
2014年10月3日、アメリカ陸軍はJMR実証機プログラムの対象機として、ベル－ロッキード・チームのV-280ヴァラーとボーイング－シコルスキー・チームの SB-1 デファイアント を選定したことを公式に発表した。
2017年2月16日、JMR実証機であるV-280の製造は95％を完了し、テキサス州アマリロにおいて地上振動試験が開始された。
2017年12月18日、V-280がテキサス州アマリロにおいて初飛行に成功した。
2022年6月、ベル社はV-280の飛行試験を完了して今後は兵装の開発に重点を置くことを発表した。飛行試験は3年間で214時間以上に上り、低速飛行時の敏捷性や305kn (565km/h) の高速飛行といった目標が達成された。
2025年5月14日、アメリカ合衆国国防総省は、V-280のアメリカ軍での名称をMV-75とすると発表した。

## 設計

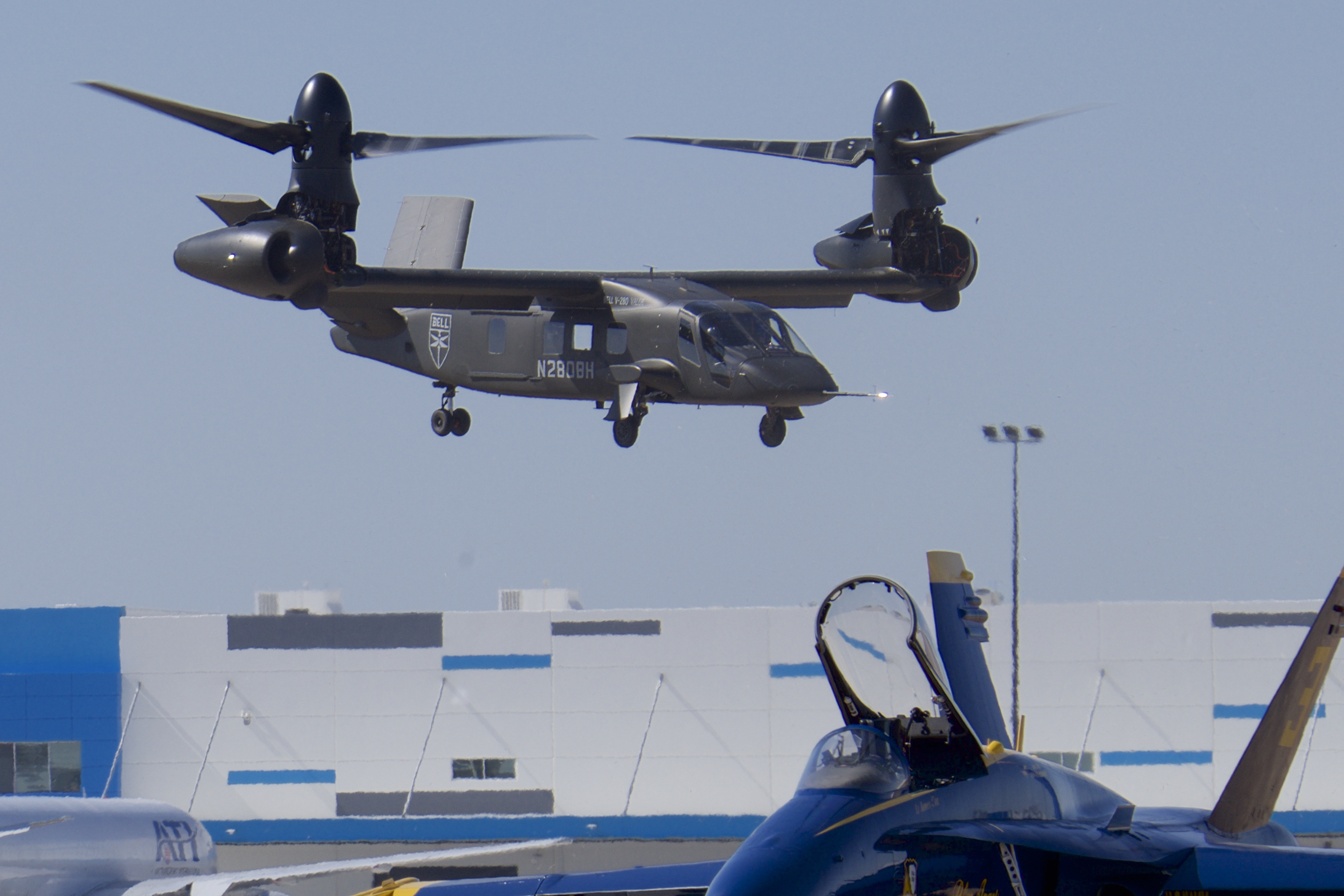
垂直離着陸モード

V-280は、V-22オスプレイと異なり、プロップ・ローター (プロペラとローターの機能を持つ回転翼の機構) のみがエンジンポッドの途中から上に折れ曲がることでエンジンと排気口が水平を保つようになっており、側面ドア使用時のエンジン排気の影響を低減できる利点を持つ。
主翼はV-22の前進翼に対して、V-280では矩形に近い直線翼を採用している。主翼内部にはV-22と同様に駆動軸が貫通しており、片方のエンジン出力が得られなくなった場合でも、もう片方のエンジンで双方のプロップ・ローターを駆動できる。ただしV-22と異なりエンジンが常に水平であるため、ギアボックスや駆動軸の構成はV-22よりも格段に簡素になり、整備性も向上している。
機体には引き込み脚と3重の冗長性を有するフライ・バイ・ワイヤ方式の操縦系統、V字型の尾翼が装備されている。主翼はCFRPで一体成型され、重量と各種コストの低減が図られている。2つの貨物外部吊り下げフックを装備しており、10,000lb (4,536kg) のM777A2榴弾砲を懸吊して150kn (278km/h) で飛行できる。
胴体はUH-60に近い形状をしている。主翼が 7ft (2.13m) の高さにあり左右のドア幅が 6ft (1.8m) と広いため、兵士の乗降が容易で ドアガンナーの射界も広く確保できている。実証機は当初、汎用ヘリコプターに準じた「多用途形態」で設計されていたが、攻撃形態の設計についても準備が行われている。
試作機はゼネラル・エレクトリック社製T64を搭載しているが、GEアビエーション社がアメリカ陸軍の「将来の手頃な価格のタービンエンジン」計画　(The Army's Future Affordable Turbine Engine (FATE) program ) からの資金提供を受けて新規にエンジンを開発製造することを予定している。
V字の尾翼とラダーベータ―は、GKN社が製造している。これらは金属と複合材を組み合わせて製造されており、高い機動性と制御能力をもたらすとされている。
機内には兵士が携行する無線機や暗視装置などの電子機器をワイヤレス充電できる座席や任務用地図をホログラフィーを利用して3D表示できるモニターなどが装備される。
V-280はV-22オスプレイと比べて重量と各種コストの低減が重視され、翼・胴体・尾部には複合材が広く用いられている。特に翼の外板と骨組みには炭素繊維とハニカム構造を用いたサンドイッチ方式が採用され、機体構造の簡素化と部品数・重量の減少が図られている。また外板と骨組みの固定には接着剤が使用され、リベット数も減らされている。これらの手法によって、V-22の主翼の製造と比べて30％以上の製作および整備費用の低減が実現される。
ベル社はV-280の価格がAH-64やMH-60とおおむね同規模の価格になると予想している。
V-22はヘリコプターに比べてディスク・ローディング (翼の回転面の荷重) が高くホバリング効率が悪かったが、V-280はディスク・ローディングが低く主翼も翼幅が長いため、ホバリングと巡航効率が良くなると予想されている。

## 対抗機種との比較
シコルスキー・エアクラフトとボーイングがアメリカ陸軍の統合多用途・将来型垂直離着陸機計画（Joint Multi-Role / Future Vertical Lift, JMR/FVL）の要求に従い開発した複合ヘリコプターであるSB>1 デファイアントと比較して以下の利点がある。
1. 長距離飛行性能に対する優位 : SB>1 デファイアントは複合ヘリコプターの搭載能力の優位性により多くの燃料を搭載できるが、巡航時の燃費効率はV-280に優位性がある。そのためV-280と同じ航続距離ではSB>1 デファイアントの方が多くの燃料を消費することになり、経済性に劣る。
2. 最大速度の優位 : 巡航時にプロペラとして機能するティルトローター機のプロップ・ローターは、その羽根の大直径による抗力増大により通常の固定翼機に対しては高速達成は幾分不利だが、それでもなお、巡航時でも非効率的な回転翼機に対して絶対的な速度性能で勝る (SB>1 デファイアントの最高速度250kn〔460km/h〕に対してV-280は最高速度300kn〔565km/h〕を達成) 。

一方で欠点に関しては、シコルスキー = ボーイング 企業連合が主張する複合ヘリコプターの優位性がそのままティルトローター形式の不利な点となる。SB>1 デファイアント開発企業連合は以下のように主張している。
1. SB>1 デファイアントの最大速度は確かにティルトローター形式に較べて幾分劣るが、一方で低速度域内での機動性は勝っている。このため攻撃ヘリコプターに準じた派生型の開発に有利であり、SB-1 輸送型はもちろん、V-280輸送型の輸送飛行中(経済性の観点から貨物搭載時の実際の巡航速度は480km/h前後)の護衛に対しても性能差が少ないデファイアントの攻撃型を同行させることが可能となり、ヘリボーン作戦の損害率の低減に役立つ。
2. アメリカ陸軍が2030年に初期作戦能力の取得を予定することを求められるFLRAAの任務に関して、翼端に回転翼を設置する構造により横幅・前方投影面積が増大し、被弾率で不利になる。また機首の回頭速度に難がありターレットを要するなど機動性に関する欠点も存在し、SB>1 デファイアントの攻撃型はこれらの点でティルトローター機に勝る。また揚力に対し負荷重面積が小さい複合ヘリコプターの特性により航続力も充分に確保可能である[20]。

この他にも、SB>1 デファイアントはヘリコプターの操縦資格があれば機種転換訓練のみで移行できるが、V-280はパワード・リフトであるため、より長い操縦訓練が必要となる。

## 採用決定
2022年12月6日、アメリカ陸軍は将来型垂直離陸機計画の将来型長距離強襲機にV-280を採用すると発表した。詳細な採用理由は発表されていないが、V-22の開発･運用で培われたティルトローター技術への信頼性が二重反転式ローターとプッシャープロペラを上回った可能性があり、速度面や長距離展開能力でもV-280の方が優れていたことがDefiant Xを打ち負かした決定打になった可能性がある。ただしアメリカ陸軍はUH-60の後継機としてV-280の採用を発表したが、同計画で更新予定のAH-64D/Eの後継については触れていないため、AH-64D/Eの後継には別の機体が選定される可能性がある。
2025年5月14日、最初の配備先が第101空挺師団となることが発表された。

## 仕様
- エンジン：ゼネラル・エレクトリック T64 ( General Electric T64 )・ターボシャフト x 2基（英語版によるとロールス・ロイス AE 1107C-リバティーとも）
- 乗員：4名
- 乗客：最大14名
- 巡航速度：280 kn (520 km/h)
- 最高速度：300 kn (560 km/h)
- 作戦半径：500 nmi (930 km)-800 nmi (1,500 km)[3]